# All You Want
«All You Want» ― сингл британской певицы Дайдо, выпущенный в качестве четвертого и последнего сингла с ее дебютного альбома No Angel. Он был выпущен как эксклюзивный 3-дюймовый мини-диск в Великобритании, что делает его непригодным для чарта. Тем не менее, сингл был выпущен как традиционный 5-дюймовый CD-сингл в других странах.
Трек был использован в предпоследнем сезоне сериала «Стюардессы».

## Трек-лист
Limited edition UK mini-disc
1. "All You Want" (radio edit) – 4:03
2. "All You Want" (Divide & Rule Remix) – 7:17
3. "All You Want" (live) – 4:13
4. "Christmas Day" – 4:03

International promo single
1. "All You Want" (radio edit) – 4:03
2. "Christmas Day" – 4:03